# Elvén
Elvén är ett svenskt efternamn. År 2007 fanns det 80 personer med Elvén som efternamn i Sverige.

## Personer med efternamnet Elvén
- Eric Elfwén, konstnär